# Siulak Tenang
Siulak Tenang is een bestuurslaag in het regentschap Kerinci van de provincie Jambi, Indonesië. Siulak Tenang telt 733 inwoners (volkstelling 2010).